# Charley Football Club
El Charley Football Club fue un equipo uruguayo de fútbol de relevancia durante la era amateur de la liga uruguaya, en las primeras décadas del siglo XX. Cambió su nombre a Independiente en 1927.[cita requerida]
Por sus filas pasaron legendarios futbolistas como Pedro Petrone entre otros.

## Historia
Charley fue fundado el 12 de febrero de 1914. Luego de obtener el título de la Intermedia en 1916, asciende para jugar el Campeonato Uruguayo de Fútbol 1917, dónde se mantiene hasta 1924, pero nunca logra salir de las últimas posiciones de la tabla. Durante el cisma del fútbol uruguayo, es uno de los tres clubes (junto a Lito y Wanderers) que presentan dos equipos diferentes en las dos competiciones paralelas: el equipo oficial permaneció jugando en la AUF, mientras que un equipo "B" disputó los torneos de la Federación (también con malos resultados).

## Jugadores
En el equipo militó Pedro Petrone quien fue campeón mundial con la selección uruguaya en la Copa del Mundo de 1930 y bicampeón olímpico (1924 y 1928) además de dos veces campeón sudamericano. En la edición del sudamericano de 1923 (campeón y goleador del torneo) aún defendía los colores verdiblancos del Charley.

## Datos del Club
- Temporadas en 1.ª: 8 (1917-1924, era amateur)
- Mejor puesto en Primera División: 8.º (1917)
- Peor puesto en Primera División: 12.º (último) (1924)
- Registro histórico: En Primera, disputó 164 partidos, divididos en 24 victorias, 31 empates y 109 derrotas; con 87 goles a favor y 308 en contra (el saldo es -221) sumando 79 puntos.[1]

## Palmarés
- Divisional Intermedia (1): 1916 (segunda categoría en la era amateur).
- Divisional Extra (1): 1914